# Mount McKay, Ontario
Mount McKay är ett berg i Kanada.   Det ligger i provinsen Ontario, i den sydöstra delen av landet, 1 100 km väster om huvudstaden Ottawa. Toppen på Mount McKay är 484 meter över havet, eller 157 meter över den omgivande terrängen. Bredden vid basen är 3,1 km.
Terrängen runt Mount McKay är platt åt nordost, men åt sydväst är den kuperad.Närmaste större samhälle är Thunder Bay, 5,2 km nordost om Mount McKay. 
Runt Mount McKay är det i huvudsak tätbebyggt. Runt Mount McKay är det ganska tätbefolkat, med 207 invånare per kvadratkilometer.